# Sauvagnac
Sauvagnac (okzitanisch: Sauvanhac) ist eine französische Gemeinde mit 68 Einwohnern (Stand: 1. Januar 2022) im Département Charente in der Region Nouvelle-Aquitaine (vor 2016: Poitou-Charentes); sie gehört zum Arrondissement Confolens und zum Kanton Charente-Bonnieure.

## Geografie
Sauvagnac befindet sich etwa 39 Kilometer ostnordöstlich von Angoulême. Umgeben wird Sauvagnac von den Nachbargemeinden Massignac im Norden, Les Salles-Lavauguyon im Osten, Maisonnais-sur-Tardoire im Südosten und Süden, Roussines im Süden und Südwesten sowie Le Lindois im Westen.

## Bevölkerungsentwicklung
| Jahr                       | 1962 | 1968 | 1975 | 1982 | 1990 | 1999 | 2006 | 2019 |
| Einwohner                  | 110  | 93   | 81   | 76   | 69   | 64   | 76   | 64   |
| Quellen: Cassini und INSEE |      |      |      |      |      |      |      |      |

## Sehenswürdigkeiten

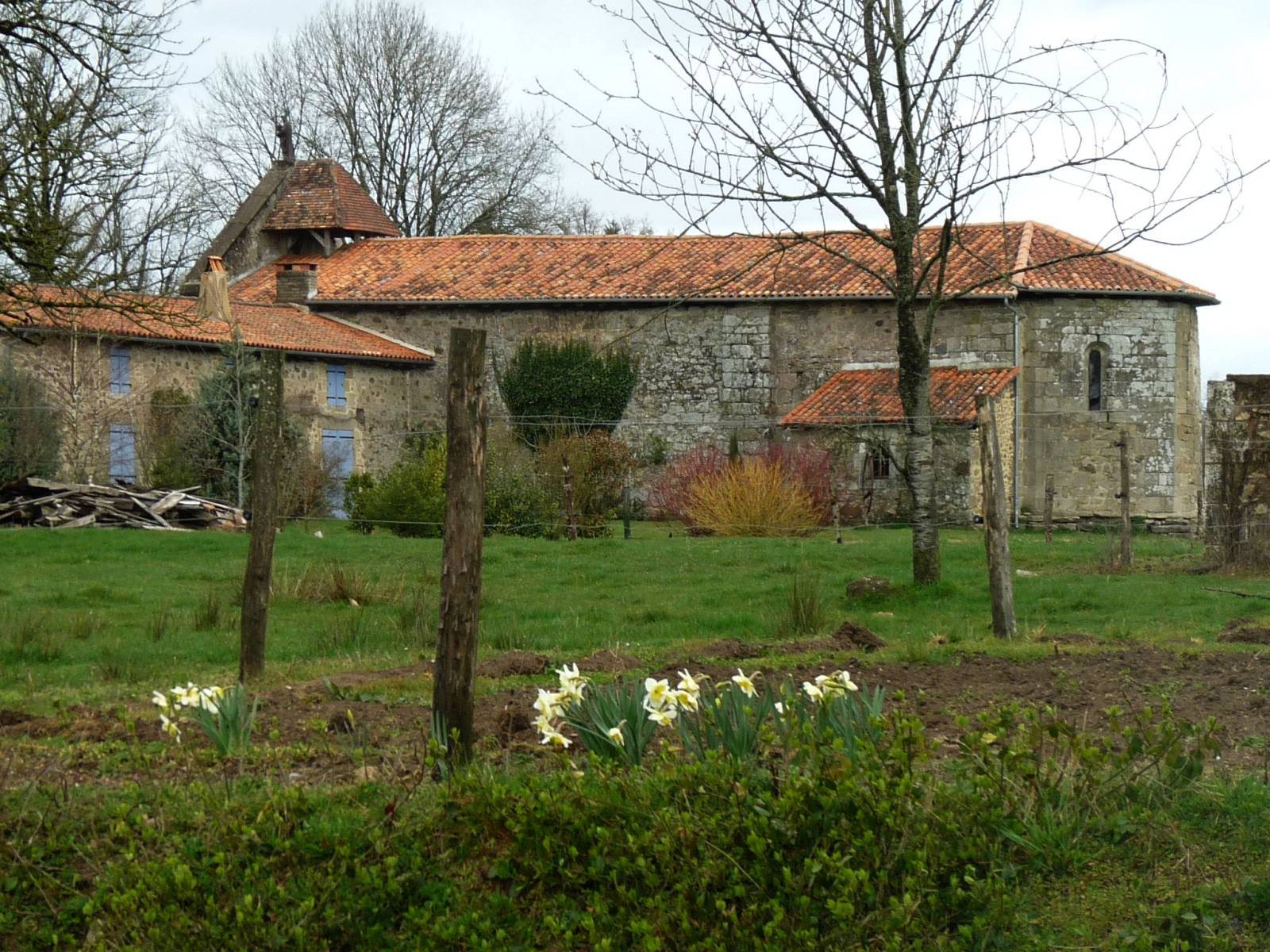
Kirche Saint-Jean-Baptiste

- Kirche Saint-Jean-Baptiste